# Sonam Gyatso
Sonam Gyatso (tibétain : བསོད་ནམས་རྒྱ་མཚོ་, Wylie : bsod nams rgya mtsho, pinyin tibétain : Soinam Gyaco, né Ranusi Chopal Zangpo le 28 février 1543 et décédé le 20 avril 1588), fut le 3e dalaï-lama, et le premier officiellement reconnu par le khan mongol Altan Khan, qui lui donna ce titre, conféré rétroactivement à ses deux prédécesseurs. Dalaï (mongol : ᠳᠠᠯᠠᠢ, VPMC : dalai, cyrillique : далай, MNS : dalai est un terme mongol signifiant « océan », ou encore « mer »), adapté du modèle du titre mongol Dalai-yin qan (mongol : ᠳᠠᠯᠠᠢᠢᠨ
ᠬᠠᠨ, VPMC : dalaiyin qan, cyrillique : далаиин хан, MNS : Dalaiin Khan). Dalaï est l'équivalent, ou la traduction du mot tibétain gyatso (tibétain : རྒྱ་མཚོ་, Wylie : rgya mtsho),,,,. Le titre tibétain de lama est la traduction du mot sanskrit guru signifiant « maître spirituel ».

## Biographie
Sonam Gyatso naît à Tolung, près de Lhassa, le 28 février 1543. Son père, Depa Namgyal Drakpa, de la petite noblesse locale, et sa mère Paldzom Butri, craignaient pour sa vie car leurs précédents enfants étant tous morts. Ils l'élèvent donc au lait d'une chèvre blanche et le nomment Ranusi Chopal Zangpo (« l'heureux épargné par le lait de la chèvre »),.
En 1546, Sonam Dakpa Gyaltsen, le dirigeant du Tibet[Lequel ?], et panchen Sonam Dragpa, le 15e ganden tripa, reconnaissent l'enfant, alors âgé de trois ans, comme étant la réincarnation du 2e dalaï-lama, Gedun Gyatso. Il est ensuite escorté au monastère de Drépung, intronisé et, lors d'une cérémonie bouddhiste symbolisant la renonciation au monde, ses cheveux sont coupés.
À l'âge de sept ans, il prend les vœux de novice de panchen Sonam Dragpa, lequel lui donne son nom religieux de Sonam Gyatso (« Océan de Mérites »).
À 22 ans, il prend les vœux complets de gelong de Gelek Palsang.
En 1552, il devient abbé du monastère de Drépung et, en 1558, celui de Séra.
Sonam Gyatso a fondé plusieurs monastères. En 1574, il fonde Phende Lekshe Ling, le monastère personnel du dalaï-lama, connu de nos jours sous le nom de monastère de Namgyal. En 1580, il fonde le monastère de Litang dans le Kham et le monastère de Kumbum, sur le lieu de la naissance de Tsongkhapa, actuelle Haidong, signifiant à l'est du Kokonor (ou Qinghai en traduction littérale)
Sonam Gyatso a pour la première fois un rôle de pacificateur quand il se rend dans le district de Nub-Hor dans le nord du Tibet pour calmer des peuples nomades en conflit. Lors de son retour, il s'arrête au monastère de Réting.
Selon Madan Gopal Chitkara, il aurait su arrêter les combats qui opposaient deux écoles du bouddhisme tibétain, les gelugpa et les kagyupa, à Lhassa. Cependant, selon Roland Barraux, la guerre qui opposait dans le premier tiers du XVIe siècle les monastères et les clans, avait cessé à l'époque de Sonam Gyatso. Il entretint d'excellentes relations tout au long de sa vie et rencontra à plusieurs reprises le chef de l'école karma-kagyu, le 9e karmapa, à qui il demanda sa médiation et son arbitrage d'un violent conflit des seigneurs de Yarlung, ce qu'il fit en 1583.
Altan Khan, connu pour le rétablissement des liens entre la Mongolie et le Tibet, invite Sonam Gyatso, alors abbé de Drépung et 3e de sa lignée de réincarnation, qui le rencontre le 15 mai 1578 près de la frontière mongolo-tibétaine à Tsavchaal dans le Kokonor, au monastère de Thegchen Chonkhor. Il donne à Sonam Gyatso le titre de Vachir Dara (Vajradhara) dalaï-lama (khalkha : вачир дара далай лам) lors de cette rencontre. Sonam Gyatso fait reconnaître ses deux prédécesseurs Gendünduv comme 1er et Gendünjamts 2e dalaï-lamas,. Selon John Joseph Saunders (en), la signification première du mot Dalaï est « suprême », « illimité », « sans bornes ». Le terme devint par la suite l'adjectif spécifique de l'« océan », et l'on désigne ou plutôt désignait le premier magistrat du Tibet sous le nom de « dalaï lama ». Altan Khan choisit ce terme car il implique que Sonam Gyatso est le chef de toutes les écoles du bouddhisme tibétain. Il souhaite ainsi que son propre projet politique soit poursuivi par Sonam Gyatso. En retour, ce dernier confère à Altan Khan le titre de Chakravartin, roi du Dharma. Sonam Gyatso a accepté de rencontrer Altan Khan dans le but de le persuader de mettre fin à ses attaques du Tibet et des Ming, lesquels le lui avaient demandé. Il lui donne le titre de « Grand Khagan Sechin », ce qui entraîne des conflits entre les Mongols et suscite une alliance entre religion et politique. Devant le khan, son épouse, la cour et un interprète, Sonam Gyatso déclara : «Vous devez renoncer au mal et suivre la voie de bonté prescrite par Bouddha. Le meurtre, le pillage, le rapt des femmes des autres tribus doivent cesser et vous devez au contraire apprendre à respecter la vie, la propriété et les droits de chacun. » Après quelques mois de telles prédications, Altan Khan publia le code des Chakar, une loi applicable à ses sujets, Mongols, Chinois, Tibétains et Sogs (Mongols de l'ouest). Les nouvelles dispositions prévoyaient notamment l'abolition des sacrifices de l'épouse, des esclaves et chevaux, faisant suite à la mort d'un chef de famille.
L'activité de Sonam Gyatso parmi les Mongols attire l'attention de la dynastie Ming. Il accepte l'invitation du gouverneur de la province chinoise du Ningxia de le rencontrer, où il prêche à de nombreuses personnes venant du Turkestan oriental (Xinjiang), de Mongolie et des provinces voisines de Chine. Lors de son séjour, il reçoit de nombreux présents de l'empereur de Chine, Ming Wanli (parfois surnommé Shen Tsung) en 1578, mais décline son invitation à se rendre dans la capitale car il a déjà promis d'aller dans le Kham où il fonda le monastère de Lithang en 1580,,. Selon Peter Schwieger, il est alors le premier dalaï-lama à recevoir un sceau d'un empereur chinois. Selon d'autres sources, il décline invitation de l'empereur Shen Tsung (Ming Wanli) qui lui parvient à la fin de l'été 1578 au camp des Mongols où il se trouve, ne voulant pas laisser croire qu'il recherche d'autres honneurs que ceux d'Altan Khan. Il envisage de répondre favorablement à une nouvelle invitation de Shen Tsung dix ans plus tard, mais il meurt avant de pouvoir l'honorer.
Après la mort soudaine d'Altan Khan en 1583, son fils, Sengge Düüreng, poursuit la politique de son père. En 1582, il demande au 3e dalaï-lama, qui se trouve au monastère de Kumbum, de célébrer les obsèques d'Altan Khan.
Les Khalkha mongols jouèrent un rôle important dans l’histoire du Tibet quand Abadai Khan, petit-fils de Dayan Khan, rencontra le 3e dalaï-lama en 1582. Abadai Khan fonde le monastère d'Erdene Zuu en 1585.
Le dalaï-lama se rend en 1586 en Mongolie, où il meurt en 1588, sur le chemin du Tibet, sur les rives du lac Jighasutai.

### Influence sur la religion d'État
Pour des articles plus généraux, voir Bouddhisme en Mongolie et Ganden Phodrang.
Le bouddhisme, sous l'influence de Qiu Chuji et sa branche Quanzhen Dao du taoïsme était une des religions privilégiées de Chine du Nord déjà conquise par les Mongols à l'époque de Gengis Khan. Au cours du règne d'Ögödei, et sous l'influence du conseiller khitan Yelü Chucai, elle a été préférée au taoïsme.[pertinence contestée]
Le bouddhisme tibétain est devenu particulièrement influent sous Kubilaï Khan, pour Gilles Béguin en particulier, le bouddhisme tibétain obtint plus précisément le statut de religion officielle sur tout le territoire de l'Empire des Yuan en 1260, sans devenir religion d'État. Sous le règne de Kubilai Khan, le représentant de la secte Sakyapa, Phagpa, était le précepteur impérial. Kubilai lui avait fait établir le Temple Zhenjue à Khanbalik (aujourd'hui Pékin) pour l'enseignement religieux de l'Empire, et lui avait confié le gouvernement religieux et temporel du Tibet[pertinence contestée]
Pour Françoise Pommaret et Michael Harris Goodman, le bouddhisme tibétain devint religion d'État de la Mongolie au XVIe siècle après la visite de Sonam Gyatso,. Pour Peter Schwieger, les écoles Karma-kagyu et Sakya étaient également très actives, en particulier depuis l'acceptation de cette religion par Kubilai Khan. Les Mandchous, maîtres de la Dynastie Qing, ont eux aussi fait établir dans leur capitale, à Mukden (aujourd'hui Shenyang, dans la province du Liaoning), un temple Sakyapa, comme le premier de leurs temples bouddhiques tibétains.
Les religions d'État du Tibet alors dans la période Phagmodrupa (1351 — 1642), contrôlé par le roi du Tsang, sont le bouddhisme tibétain kagyüpa et le chamanisme tibétain bön. Le gelugpa n'y deviendra religion d'État que plus tard, après son invasion par le Mongol Qoshot Güshi Khan, ce sera le début de la période dite du Ganden Phodrang (1642 — 1959).

## Œuvres
- (en) Dalai Lama III, Selected Works of the Dalai Lama III: Essence of Refined Gold, trad. par Glenn H. Mullin, Snow Lion Publications, coll. "Teachings of the Dalai Lamas", 2e éd. 1985, 250 p. "Here the present Dalai Lama comments on the writings of the 3rd Dalai Lama."